# Dorien Motten
Dorien Motten (Bilzen, 19 juli 1991) is een Belgisch-Georgisch gymnaste. 

## Levensloop
Motten is aangesloten bij Olympia Houthalen en het Topsportcentrum Tbilisi in Georgië. In juli 2018 studeerde ze af aan de UGent als dierenarts.
Van 2009 tot 2016 maakte ze deel uit van de Belgische turnploeg, waarmee ze onder meer deelnam aan de Europese kampioenschappen van 2014 te Sofia en de wereldkampioenschappen van 2015 in Glasgow en 2014 in Nanning. Ook werd ze zevenmaal landskampioen in de Duitse Bundesliga. Ze maakte ook deel uit van de Belgische preselectie voor de Olympische spelen van 2016 in Rio. Daarnaast won ze in 2020 goud op de sprong tijdens de WOGA Classic te Texas.
In 2020 gaf Motten aan het slachtoffer te zijn geweest van grensoverschrijdend gedrag in de turnsport.
Sinds december 2022 beschikt ze over de Belgisch-Georgische dubbelnationaliteit. Bedoeling was om met de Georgische delegatie deel te nemen aan het EK van 2023 te Antalya. Omwille van een blessure aan de ligamenten van haar rechterelleboog moest ze evenwel verstek geven.

## Palmares

### Senior
| Jaar | Wedstrijd                             | Allaround | Allaround | Allaround | Allaround | Onderdeel | Onderdeel | Onderdeel | Onderdeel | Onderdeel | Onderdeel | Onderdeel | Onderdeel |
| Jaar | Wedstrijd                             | Indiv.    | Indiv.    | Team      | Team      |           |           |           |           |           |           |           |           |
| Jaar | Wedstrijd                             | Score     | Rang      | Score     | Rang      | Score     | Rang      | Score     | Rang      | Score     | Rang      | Score     | Rang      |
| ---- | ------------------------------------- | --------- | --------- | --------- | --------- | --------- | --------- | --------- | --------- | --------- | --------- | --------- | --------- |
| 2018 | Top 12 Series 3                       | -         | -         | -         | -         | 13.200    | Brons     | -         | -         | -         | -         | 11.100    | -         |
| 2017 | Universiade                           | 50.600    | 12        | -         | -         | 13.183    | 7         | -         | -         | -         | -         | -         | -         |
| 2017 | IAG SportEvent                        | 44.717    | 6         | -         | -         | -         | -         | -         | -         | -         | -         | -         | -         |
| 2016 | 3de Bundesliga                        | 39.800    | 21        | -         | -         | -         | -         | -         | -         |           | -         | -         | -         |
| 2016 | 2de Bundesliga                        | 38.900    | 24        | -         | -         | -         | -         | -         | -         | -         | -         | -         | -         |
| 2016 | Belgisch Kampioenschap                | 47.275    | Zilver    | -         | -         | -         | -         | -         | -         | -         | -         | -         | -         |
| 2015 | Wereldkampioenschap Glasgow           | -         | -         | 219.780   | 11        | -         | -         | -         | -         | -         | -         | -         | -         |
| 2015 | Flanders International Team Challenge | 25.700    | 51        | -         | -         | -         | -         | -         | -         | -         | -         | -         | -         |
| 2015 | Belgisch Kampioenschap                | 48.432    | 4         | -         | -         | -         | -         | -         | -         | -         | -         | -         | -         |
| 2014 | Europees kampioenschap Sofia          | -         | -         | 160.728   | 7         | -         | -         | -         | -         | -         | -         | -         | -         |
| 2014 | Belgisch Kampioenschap                | 47.565    | 5         | -         | -         | -         | -         | -         | -         | -         | -         | -         | -         |
| 2014 | WOGA Classic                          | 47.650    | 12        | -         | -         | -         | -         | -         | -         | -         | -         | -         | -         |